# Kun Pál (tanár, 1827–1896)
Kókai idősebb Kun Pál, Kókai-Kun Pál (Felsőnyárád (Borsod megye), 1827. szeptember 4. – Miskolc, 1896. március 15.) bölcseleti doktor, főgimnáziumi tanár.

## Családja
Kun Pál (1781-1857) és Hézser Katalin (1790-1868) fia. Testvérei Kun Tamás, megyei és törvényszéki orvos, aki a közegészségügyi tanács tagja volt (meghalt Miskolcon, 1894-ben) és Kun Bertalan püspök. Leánya Kun Margit, a fiatalon elhunyt zongoraművésznő.

## Élete
Gimnáziumi és bölcseleti tanulmányait Miskolcon, a jogi tanfolyamot Losoncon végezte, majd 1853. októberig Jakabfalvy András gagybátori birtokos gyermekei mellett nevelősködött. 1845-től 1847-ig a miskolci főgymnaisumhoz csatolt nemzeti I. és II. osztályok köztanítója volt, 1853-ban az iskolai tanács az elemi fiúiskola tanítójává újra megválasztotta. 1854. április 23-án az újonnan szervezett gimnázium I. és II. osztályának tanári székére lépett elő. 1868. augusztus 2-tól a felső osztályokba ment át és ott bölcseletet, történelmet, németet, 1853-tól pedig a történelmet és magyar irodalmat tanította.

## Írásai
Cikkei a Vasárnapi Ujságban (1859. Az ember és papiros, A növények alvása, Az olajfa, 1860. A százéves aloe és indiai füge, A harmat, 1861. Növénytenyészet a térítők között); a Sárospataki Füzetekben (1860. Tanügy állása az észak-amerikai Egyesült-Államokban, 1863. Hitujítás bajnokai és a hitujítók Spanyolországban); a Magyar Ember Könyvtárában (II. 1863. Columbus elődei); a Politikai Hetilapban (1866. 25. sz. Homer magyar fordítói); a Miskolczban (1876. 29-30. sz. Utazás és szinjátékok a régi rómaiaknál, 32., 33. szám. A történelemnek a természettudományokkal való összefüggéséről. Renan után, 64., 65. sz. Vizsgálódás a lebkövekről, 82-85. Az állati élet és titka, 1877. 38-45. sz. Képzelemről, lélektani tanulmány, 186-190. sz. Két királyi herczeg, népmese, Popescu után, 1878. 239-242. szám: D'Arc Johanna, 1879. 16-20. szám, A hellen nemzeti játékok, 1880. Család és iskola, II. Fridrik gyermek és ifjú kora, Barátságról és könyvismertetés, 1881. Két királyné, 1882. Jellemképződés); az Egyetértésben (1877. 16. sz. Voltaire és Rousseau); a Borsodban (1877. Temetkezési fényüzés a különböző népeknél és annak történeti fejlődése, 1878. 24-27. szám, Emlékező tehetségről, 1879. Armin és Thusnelda, 1880. Sparta, Lycurg., Athene, Solon, 1881. Voltaire megkoronázása, 1881. könyvism., Nagy Sándor, 1882. Hazai népoktatásügy); a miskolczi ev. ref. főgymnasium Értesítőjében (1879. Adatok az iskola régibb és ujabb történetéből); a Borsodmegyei Lapokban (1882. Észak Semiramisa).
Levelei Erdélyi Jánoshoz, Miskolcz, 1858. szept. 3. és Pest, 1867. április 16. (az Erdélyi Tárban, Erdélyi Pál birtokában).
Jegyei: K. és K. P.